# Le Militaire
Pour plus de détails, voir Fiche technique et Distribution.
Le Militaire est un long métrage canadien en langue française de Noël Mitrani, tourné au Québec en 2012 et sorti en 2014, il met en vedette Laurent Lucas. Le film aborde la question du stress post-traumatique à travers le portrait d'un ancien soldat.

## Synopsis
Un ancien militaire français, traumatisé d'avoir combattu en Afghanistan, s’est retiré dans la solitude d’une maison à Montréal. Déréglé psychologiquement, il entretient une relation particulière avec les femmes.

## Fiche technique
- Titre : Le Militaire
- Titre en anglais : The Military Man
- Réalisation : Noël Mitrani
- Scénario : Noël Mitrani
- Direction photo : Bruno Philip
- Ingénieur du son : Paskal Perreault
- Montage image : Arthur Tarnowski
- Musique originale : James Gelfand
- Production : Gapian Films
- Produit par : Noël Mitrani, Bruno Philip, Laurent Lucas
- Productrice : Mélanie Gauthier
- Producteurs associés : Marie-Dominique Michaud, Arthur Tarnowski
- Pays d'origine :  Canada
- Langue : français
- Support : super 16 mm / couleur
- Format : 1.85
- Durée : 79 min (1 h 19)
- Date de sortie : Canada : 15 octobre 2014

## Distribution
- Laurent Lucas : Le militaire
- Noémie Godin-Vigneau : Audrey
- Larry Day
- Harry Standjofski
- Guy Vaillancourt
- Pierre Limoges
- Natacha Mitrani
- Geneviève Gilbert
- William Akis
- Véronique Mitrani
- Julie Bessette

## Festivals
- Festival du Nouveau Cinéma 2014
- Rendez-vous du cinéma québécois 2015

## Analyse
Le Militaire est une réflexion sur la solitude et une illustration du syndrome post-traumatique à travers le portrait douloureux d'un ancien soldat. Tourné exclusivement en gros plans, le film apparaît comme l'histoire d'un visage. Afin de recréer les conditions d'un documentaire, le réalisateur voulait que les situations ne se présentent qu'une seule fois, il n'y a pas eu de répétitions avec les acteurs avant le tournage et chaque scène a été tournée en une prise. "Ce personnage n'est pas un pervers, dit Mitrani. C'est un homme livré à sa solitude et qui a besoin d'amour. Il est plus pathétique que pervers. Il est complètement bloqué et est enfermé dans une règle, une rigidité, sans pouvoir s'ouvrir à des sentiments normaux et beaux."

## Critiques
- Élie Castiel dans Séquences : "Le  nouveau  film  de  Noël  Mitrani  est,  du  moins  en  apparence,  un  essai  freudien  sur  l’abondon  de  soi,  notamment  sur  le  plan  psychologique.  Une  sorte  de  délire  incessant  s’empare  du  (quasi)  unique  personnage  du  film  pour  ne  plus  le  lâcher,  sortant  ses  tentacules  pour  mieux  le  dominer,  pour  s’assurer  qu’il  n’a  aucun  contrôle  sur  sa  vie.  Bienvenue  dans  l’univers  de  l’étrange,  un  territoire  troublant  où  la  nature  même  du  protagoniste  est  sublimée,  justement  en  raison  de  sa  différence.  C’est  un  personnage  cinématographique  hors-norme  et,  dans  le  même  temps,  d’une  puissance  photogénique  inégalée  et  paradoxalement charismatique face à la caméra."[4]

- Jean-François Hamel dans Ciné-Bulles : "Le Militaire dévoile des images à la fois prenantes  et  perturbantes  d’un  désordre qui ne cesse de se répéter, soutenu par une narration cyclique dans laquelle se joue  toute  la  détresse  psychologique  du  personnage.  Plutôt  que  de  proposer  des  pistes explicatives, Mitrani laisse le corps handicapé de Bertrand, habitant maladroitement l’espace, faire surgir le triste dénuement  qui  mine  son  retour  à  la  vie  normale."[5]

- Odile Tremblay dans Le Devoir : "Noël Mitrani livre avec Le militaire, dans un Montréal automnal, une œuvre poignante et radicale sur la solitude urbaine avec son acteur d’élection Laurent Lucas. Rôle de maturité pour l’interprète français adopté au Québec, puissant et concentré dans la peau d’un militaire retraité, boiteux, ivre d’esseulement, fétichiste, voyeur. Ses petits rituels du matin, ses approches de moins en moins furtives auprès de jeunes femmes dont il veut capturer l’essence pour s’en repaître chez lui, nous entraînent dans un univers virtuel douloureux : pur miroir de nos sociétés d’exclusion."[6]

- André Duchesne dans La Presse : "De bout en bout de ce long métrage, Laurent Lucas est d'une intensité hallucinante. Son personnage se construit un monde imaginaire auquel il croit"[3].

- Annie Tanguay dans Le Petit Septième : "Le Militaire témoigne de la vulnérabilité de l’homme, qui cherche à se raccrocher à de petites choses pour ne pas sombrer."[7]

- Helen Faradji, Festival du nouveau cinéma de Montréal : "Habitant chaque plan de sa présence indéniable, vulnérable et insaisissable, Laurent Lucas est l’épine dorsale de ce thriller mental minimaliste."[8]

- Charles-Henri Ramond dans Films du Québec : "Le Militaire propose une réflexion sur l’enfermement et la solitude. Cette production indépendante se démarque par son sujet hors norme au traitement brut, ainsi que par l'intensité déployée par le comédien Laurent Lucas."[9]

## Distinction
- Le Militaire est en couverture de la revue Séquences en mai-juin 2014[10].